# 山影進
山影 進（やまかげ すすむ、1949年10月21日 - ）は、日本の国際関係学者。東京大学教授を経て、青山学院大学国際政治経済学部教授。専攻は、国際関係論・東南アジア研究。

## 来歴
青森県出身。1968年東京都立新宿高等学校卒業。1972年東京大学教養学部国際関係論分科卒業、1974年同大学院社会学研究科修士課程修了。1974年から1976年までマサチューセッツ工科大学留学。1976年京都大学東南アジア研究センターを経て、1980年東京大学教養学部助教授、1982年マサチューセッツ工科大学より博士の学位を取得。1991年東京大学大学院総合文化研究科教授。2012年3月東京大学を退職、東京大学客員教授、青山学院大学教授。2013年早稲田大学客員教授。

## 著作

### 単著
- 『ASEAN―シンボルからシステムへ』（東京大学出版会 1991年）
- 『対立と共存の国際理論―国民国家体系のゆくえ』（東京大学出版会 1994年）
- 『ASEANパワー―アジア太平洋の中核へ』（東京大学出版会 1997年）
- 『人工社会構築指南―artisocによるマルチエージェント・シミュレーション入門』（書籍工房早山 2007年）
- 『国際関係論講義』、東京大学出版会, 2012年

### 共著
- （浦野起央・大隈宏・谷明良・恒川惠市）『国際関係における地域主義―政治の論理・経済の論理』（有信堂高文社 1982年）
- （岡部達味・土屋健治・平野健一郎）『アジアにおける国民統合―歴史・文化・国際関係』（東京大学出版会 1988年）
- （小和田恆）『国際関係論』（放送大学教育振興会 2002年）
- （阪本拓人・保城広至）『ホワイトハウスのキューバ危機―マルチエージェント・シミュレーションで探る核戦争回避の分水嶺』（書籍工房早山 2012年）

### 編著
- 『相互依存時代の国際摩擦』（東京大学出版会 1988年）
- 『新国際秩序の構想―浦野起央博士還暦記念論文集』（南窓社 1994年）
- 『ASEAN資料集成―1967-1996』（日本国際問題研究所 1999年）
- 『転換期のASEAN―新たな課題への挑戦』（日本国際問題研究所 2001年）
- 『東アジア地域主義と日本外交』（日本国際問題研究所 2003年）
- 『新しいASEAN―地域共同体とアジアの中心性を目指して』（アジア経済研究所 2011年）
- 『主権国家体系の生成―「国際社会」認識の再検証』（ミネルヴァ書房 2012年）

### 共編著
- （山本吉宣・薬師寺泰蔵）『国際関係論のフロンティア（4）国際関係理論の新展開』（東京大学出版会 1984年）
- （岩田一政・小寺彰・山本吉宣）『国際関係研究入門』（東京大学出版会, 1996年／増補版 2003年）
- （末廣昭）『アジア政治経済論――アジアの中の日本をめざして』（NTT出版 2001年）
- （服部正太）『コンピュータのなかの人工社会――マルチエージェントシミュレーションモデルと複雑系』（構造計画研究所 2002年）
- （高橋哲哉）『人間の安全保障』（東京大学出版会 2008年）
- （広瀬崇子）『南部アジア』（ミネルヴァ書房 2011年）

### 共訳書
- フィリップ・カーティン『異文化間交易の世界史』（NTT出版 2002年）
- ピーター・カッツェンスタイン『世界政治と地域主義―世界の上のアメリカ、ヨーロッパの中のドイツ、アジアの横の日本』（書籍工房早山 2012年）